# Bruchus ulicis
Bruchus ulicis là một loài bọ cánh cứng trong họ Bruchidae. Loài này được Mulsant & Rey miêu tả khoa học năm 1858.